# Acer parvifolium
Acer parvifolium é uma espécie de árvore do gênero Acer, pertencente à família Aceraceae.